# André Slingeneyer de Goeswin
André Charles Joseph Marie Luc Slingeneyer de Goeswin (Sint-Joost-ten-Node, 20 oktober 1866 - Deurne, 11 december 1936) was een Belgisch generaal-majoor en edelman.

## Biografie
André Slingeneyer was een zoon van kunstschilder en volksvertegenwoordiger Ernest Slingeneyer en barones Ernestine de Goeswin. In 1900 trouwde hij in Deurne met Marie Hélène Euphrasie Cogels (Wijnegem, 17 september 1878 - Antwerpen, 4 juli 1964), dochter van baron Frédégand Cogels, senator en gouverneur van Antwerpen. Ze kregen twee zoons en twee dochters, met afstammelingen tot heden.
- Gabrielle Slingeneyer de Goeswin (1903-1953), trouwde in 1923 in Antwerpen met Paul Schmidt (1899-1940), gesneuveld tijdens de Achttiendaagse Veldtocht. Ze kregen twee dochters, met afstammelingen tot heden. Ze hertrouwde in 1943 in Elsene met baron Alfred van Caubergh (1891-1972), luitenant-generaal en vleugeladjudant van koning Leopold III. Het huwelijk bleef kinderloos.
- Ernest Slingeneyer de Goeswin (1905-1958), trouwde in 1932 in Antwerpen met Agnès Gilliot (1912-2001), dochter van Léon Gilliot, burgemeester van Aartselaar. Ze kregen vijf zoons en een dochter, met afstammelingen tot heden. De weduwe hertrouwde in 1968 met baron Paul Holvoet, zoon van baron Georges Holvoet.
- Robert Slingeneyer de Goeswin (1917-2005), trouwde in 1953 in Pontarlier met Jehanne de Faget de Casteljau (1922-1956). Ze kregen een zoon, maar zonder nakomelingen. Hij hertrouwde en kreeg een dochter. Deze familietak is op de weg van de uitdoving.

In 1888 verkreeg hij het recht de naam de Goeswin aan zijn familienaam te mogen toevoegen. In 1904 werd hij opgenomen in de Belgische erfelijke adel en in 1934 kreeg hij de titel baron, overdraagbaar bij mannelijke eerstgeboorte.